# Berehomet
Berehomet (ukr. Берегомет) – wieś na Ukrainie, w obwodzie czerniowieckim, w rejonie czerniowieckim. W 2001 roku liczyła 884 mieszkańców.